# Sa Cabana
Sa Cabana és una possessió del terme municipal de Llucmajor, Mallorca, situada al nord-est del municipi.

## Restes arqueològiques
Davant les cases hi ha una sèrie de sepultures preromanes excavades a la roca, en cada una de les quals aparegué un esquelet jacent de cara a terra. Prop hi ha uns nínxols verticals, únics a Mallorca, semblants als de cala en Bruc de Menorca (Grup d'enterraments sa Cabana - Es Comellars). També hi ha una gran cova artificial prehistòrica, convertida en sestadors (Cova de sa Cabana - Es Figueral de Moro).

## Construccions
Les cases de la possessió daten de finals del segle xix i principis del segle xx. Estan disposades formant un bloc que integra l'habitatge humà i les diverses dependències agropecuàries: pallissa, galliner, sestadors, graner, portassa, magatzem, forn i bovals. Fora del bloc principal s'ubiquen una era, unes solls, dues cisternes i un aljub. La casa principal presenta dos aiguavessos i dues crugies, i està construïda en dues altures, planta baixa i pis superior. La façana principal està orientada al migjorn i disposa d'obertures disposades de forma asimètrica: A la planta baixa s'obri un portal d'arc de mig punt amb dovelles i carcanyols, flanquejat per dues finestres allindanades, a la dreta, i una finestra i una escala adossada a la façana que puja al pis superior, a l'esquerra.